# Egbert Geier

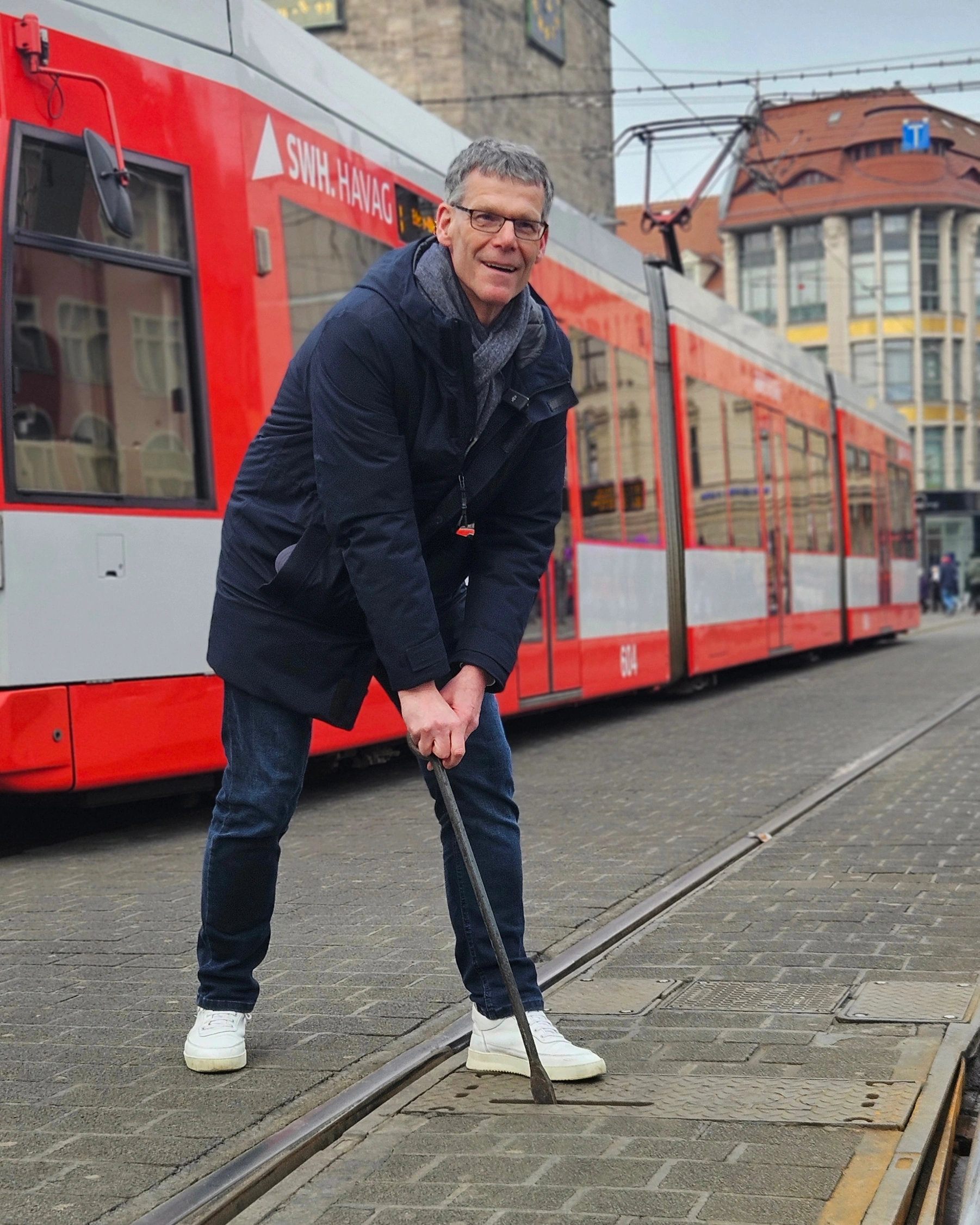
Egbert Geier auf dem Marktplatz

Egbert Geier (* 9. März 1965 in Wertheim) ist ein deutscher Kommunalpolitiker der SPD und seit 2006 Beigeordneter für Finanzen und Personal der Stadt Halle (Saale) sowie seit 2011 gleichzeitig Bürgermeister. Zwischen April 2021 und März 2025 führte er stellvertretend die Amtsgeschäfte des Oberbürgermeisters, da der gewählte Amtsinhaber Bernd Wiegand dreieinhalb Jahre suspendiert war und sich seit dem 1. September 2024 im Ruhestand befindet. 

## Werdegang
Nach seinem Abschluss als Diplom-Verwaltungswirt (FH) begann Geier 1991 als Stadtkämmerer in Meißen (Sachsen).
Nach vier Jahren in Meißen wechselte Geier 1996 nach Weimar (Thüringen), wo er als Stadtkämmerer die finanziellen Belange der Stadt verwaltete. In dieser Funktion verantwortete er maßgeblich die finanziellen Aspekte der Ernennung Weimars zur Kulturhauptstadt Europas 1999.
2006 wurde er in Halle (Saale) zum Beigeordneten für Finanzen und Personal gewählt. Hier wurde er 2011 vom Stadtrat zum Bürgermeister gewählt.

### Oberbürgermeisterwahl in Halle (Saale) 2025
Am 2. Februar 2025 fand die Wahl des neuen Oberbürgermeisters statt. Egbert Geier bewarb sich am 16. Oktober 2024 auf einer Mitgliedervollversammlung des SPD-Stadtverbandes Halle (Saale) als Kandidat und wurde mit großer Mehrheit von seiner Partei aufgestellt. Seine langjährige Erfahrung als Bürgermeister und stellvertretender Oberbürgermeister macht ihn zum einzigen Kandidaten mit umfassender Qualifikation in der Leitung und Organisation einer Stadtverwaltung, was einen Schwerpunkt in seinem Wahlkampf darstellt.
Das Stadtoberhaupt wird für die Dauer von sieben Jahren gewählt. Eigentlich hätte die nächste Wahl erst 2026 stattfinden sollen. Der bisherige und 2021 suspendierte Oberbürgermeister hatte sich zum vergangenen September in den Ruhestand versetzen lassen. Seitdem war Geier als gesetzlicher Vertreter im Amt.
Bei einer Wahlbeteiligung von 47,5 %, wählten 37,1 % der Wahlberechtigten Egbert Geier im ersten Wahlgang. Somit führte er das Kandidatenfeld mit einem Abstand von 18 Prozentpunkten vor dem nächsten Kandidaten, Alexander Vogt, an. Da keiner der angetretenen Kandidaten eine absolute Mehrheit erhielt, wurde am 23. Februar 2025, parallel zur Bundestagswahl 2025, eine Stichwahl zwischen den zwei Bestplatzierten durchgeführt. Geier verpasste mit 48,2 % die absolute Mehrheit, sodass der parteilose Gegenkandidat Alexander Vogt mit 51,8 % zum neuen Oberbürgermeister gewählt wurde.